# Station Turzynów
Station Turzynów is een spoorwegstation in de Poolse plaats Turzynów.